# Vườn quốc gia Rapa Nui
Vườn quốc gia Rapa Nui là một vườn quốc gia và Di sản thế giới của UNESCO nằm trên đảo Phục Sinh, Chile. Rapa Nui là tên tiếng Polynesia của đảo Phục Sinh; tên tiếng Tây Ban Nha của nó là Isla de Pascua. Đảo Phục Sinh nằm ở đông nam Thái Bình Dương, ở cực đông nam của Tam giác Polynesia. Hòn đảo bắt đầu thuộc quản lý của chính phủ Chile kể từ năm 1888. Danh tiếng của hòn đảo và được công nhận Di sản thế giới là bởi tại đây có 887 bức tượng đá được biết đến với tên gọi "moai". Các bức tượng được cho là sự sáng tạo của những người Rapa Nui cổ vốn đã cư ngụ tại hòn đảo này từ khoảng năm 300. Vườn quốc gia Rapa Nui chiếm phần lớn diện tích hòn đảo. Ngày 22 tháng 3 năm 1996, UNESCO công nhận nơi này là một di sản thế giới. Nó hiện nằm dưới sự kiểm soát hành chính của Tổng công ty Lâm nghiệp Quốc gia (CONAF), là đơn vị chịu trách nhiệm bảo vệ pháp lý cho toàn bộ hòn đảo.

## Địa lý
Về mặt địa lý, đây là một hòn đảo cô lập, là ranh giới địa lý và văn hóa phía đông Polynesia. Nó nằm cách Chile 3.700 kilômét (2.300 mi) về phía tây, và cách khu vực sinh sống gần nhất của con người là Quần đảo Pitcairn khoảng 2.200 km (1.400 mi) về phía đông. Vườn quốc gia có hình tam giác, dài 23 km (14 mi) và rộng 11 km (6,8 mi). Tại đây có nền văn hóa cự thạch đã tuyệt chủng, được biểu hiện thông qua các bức tượng khổng lồ được gọi là "moai" làm từ đá núi lửa. Địa hình của vườn quốc gia bao gồm núi lửa và bờ biển gồ ghề. Độ cao thay đổi từ mực nước biển cho đến 300 m (980 ft)
Vườn quốc gia có khí hậu cận nhiệt đới ấm áp với các cơn gió mậu dịch hướng đông nam thổi từ tháng 10 đến 4. Lượng mưa trung bình hàng năm là 1.250 milimét (49 in) tập trung chủ yếu vào mùa đông. Nhiệt độ trung bình thay đổi từ 19 °C (66 °F) trong mua đông cho tới 24 °C (75 °F) vào mùa hè.

## Lịch sử
Người Rapa Nui sinh sống trên đảo vào khoảng năm 300. Vườn quốc gia được chính phủ thành lập vào năm 1935. Những người bản địa bị giam giữ ở khu vực ngay bên ngoài thị trấn thủ phủ đảo Hanga Roa.

## Hình ảnh

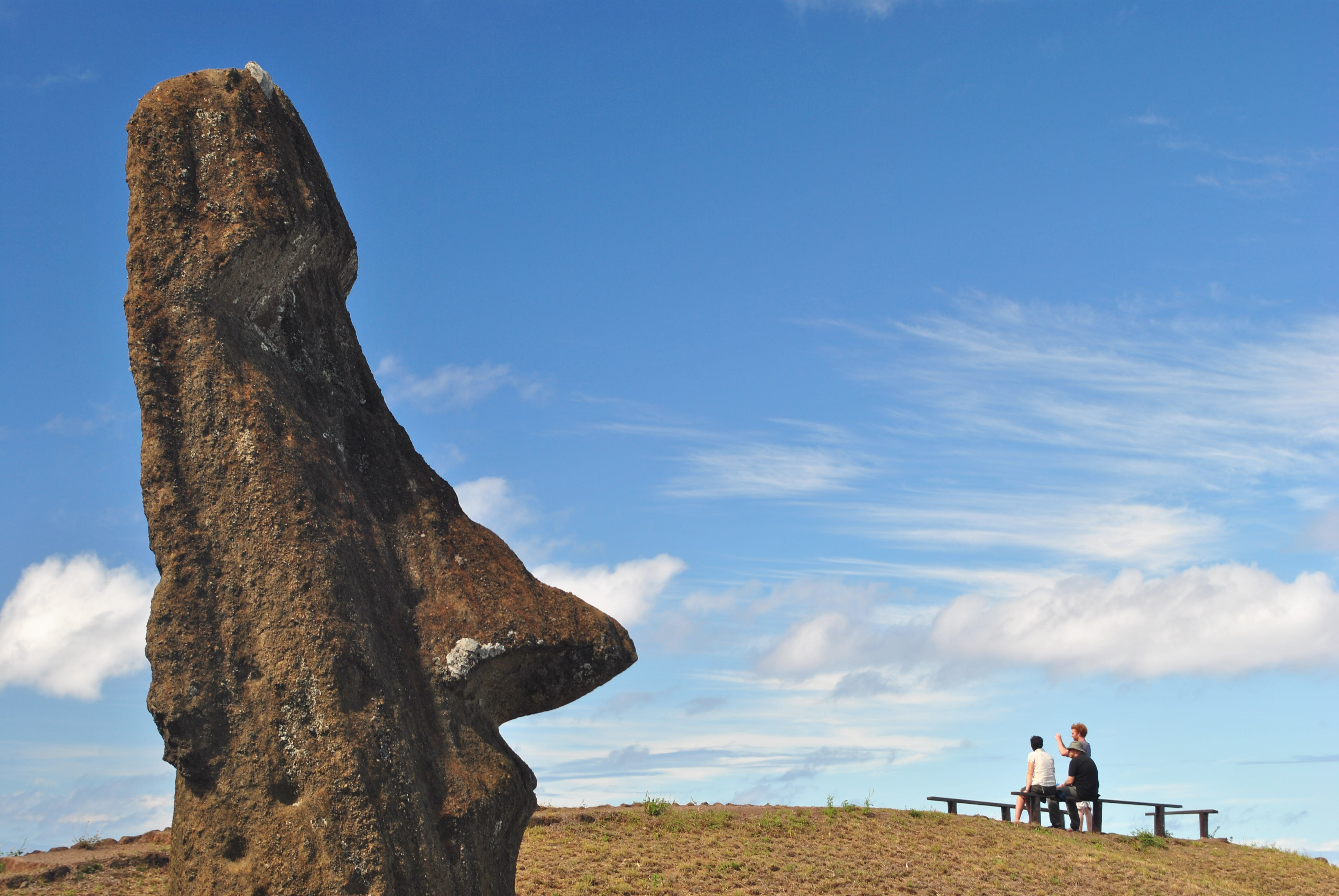
Một bức tượng ở Rapa Nui
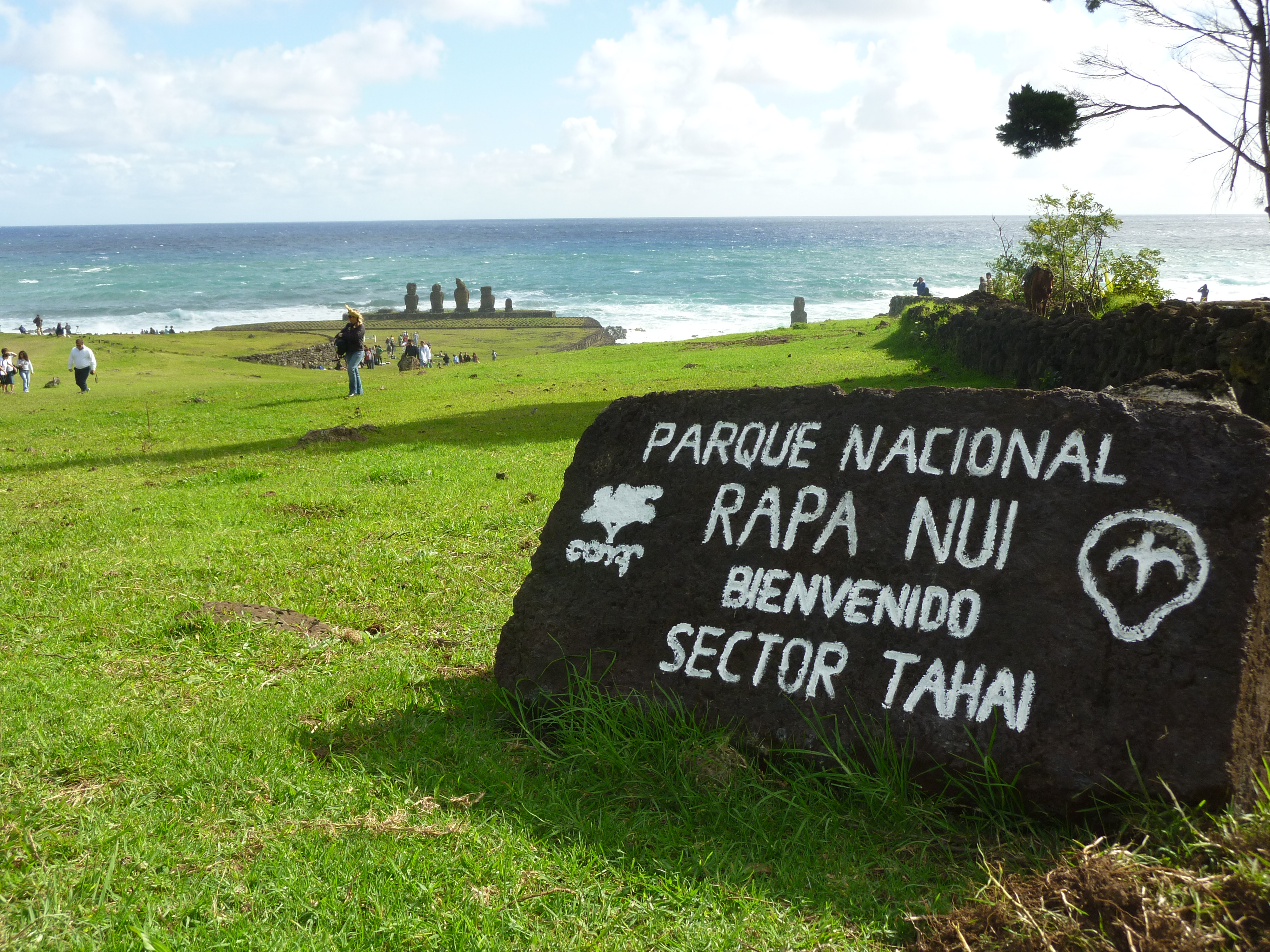
Rapa Nui, Đảo Phục Sinh
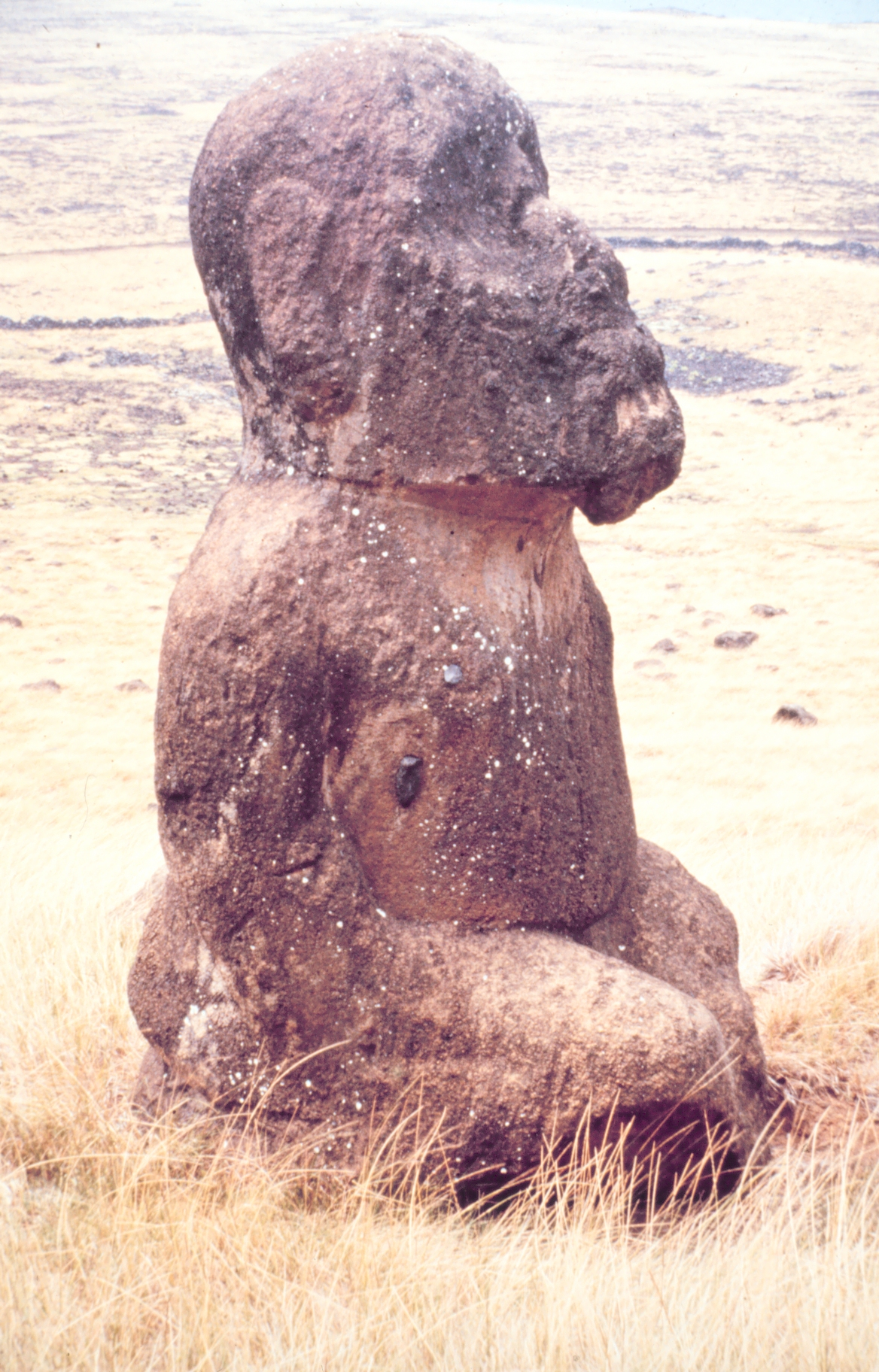
Tukuturi, một moai ở Rano Raraku
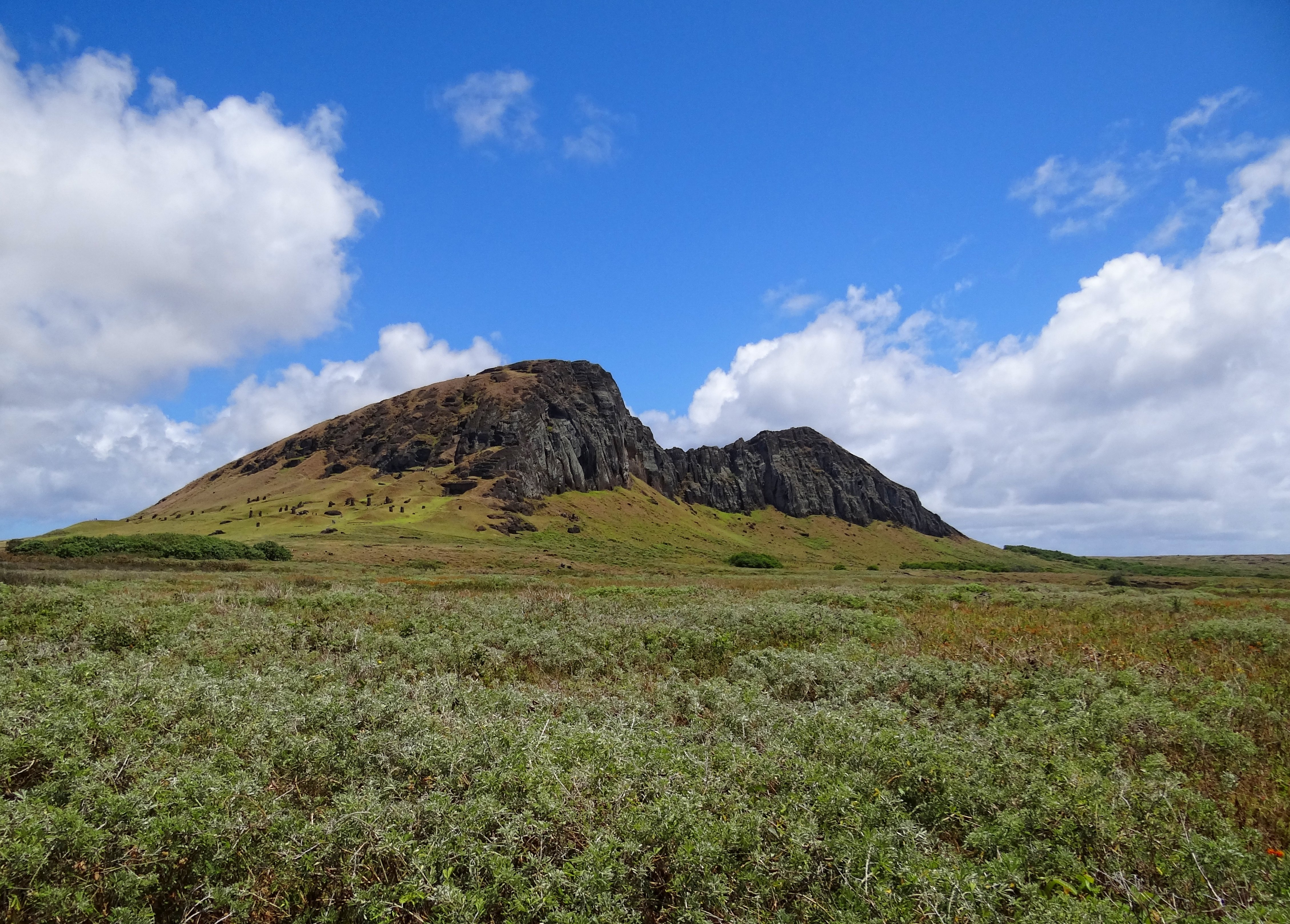
Núi lửa Rano Raraku nhìn từ phía nam

## Vườn quốc gia kết nghĩa
- Vườn quốc gia Teide (Tenerife, Tây Ban Nha).[6][7]